# Sebastião de Brito Pereira
Sebastião de Brito Pereira (? - Rio de Janeiro, 20 de Junho de 1651) foi um nobre português.

## Biografia
Foi fidalgo da Casa Real e Alcaide Mor do Castelo de Alter do Chão.
Foi o 20.º Governador da Capitania do Rio de Janeiro das mãos de D. Luís de Almeida Portugal, depois 1.º Conde de Avintes, nomeado pelo Governador-Geral na Bahia para substituir Salvador Correia de Sá e Benevides, em 1648, por este ir tomar posse temporariamente da governação de Angola que tinha reconquistado. 
Logo depois de ter D. Luís recebido de Duarte Correia Vasqueanes a administração da cidade, foi-lhe apresentada pela Câmara uma petição para suspender a cobrança do imposto da vintena, atendendo ao sacrifício feito pela população com a contribuição de 80 mil cruzados para a expedição de Angola. O novo governador indeferiu o requerido, alegando faltar-lhe competência para a concessão.
Casou com D. Brites Pereira e foi pai de São João Heitor de Brito, Cristóvão, Fernão, e Luísa Maria.
O governo de D. Luís foi curto, pois em 30 de outubro de 1648 Lisboa designou Sebastião de Brito Pereira governador do Rio de Janeiro.  Este assumiu o governo em 23 de janeiro de 1649. Vinha enfermo, segundo Vivaldo Coaracy em sua obra «O Rio de Janeiro no século 17», «e enfermo permaneceu no período relativamente curto de seu governo», até 1651, sem que o precário estado de saúde lhe permitisse desenvolver qualquer atividade.